# Beverwaard
De Beverwaard est un quartier de Rotterdam situé dans l'arrondissement de Rotterdam Ijsselmonde. Le quartier est très métissé avec la présence de nombreuses populations d'origine immigrée. La construction de ce quartier a commencé à 1978, au sud du ville de Rotterdam, pour faire face à une forte augmentation de la population de Rotterdam.

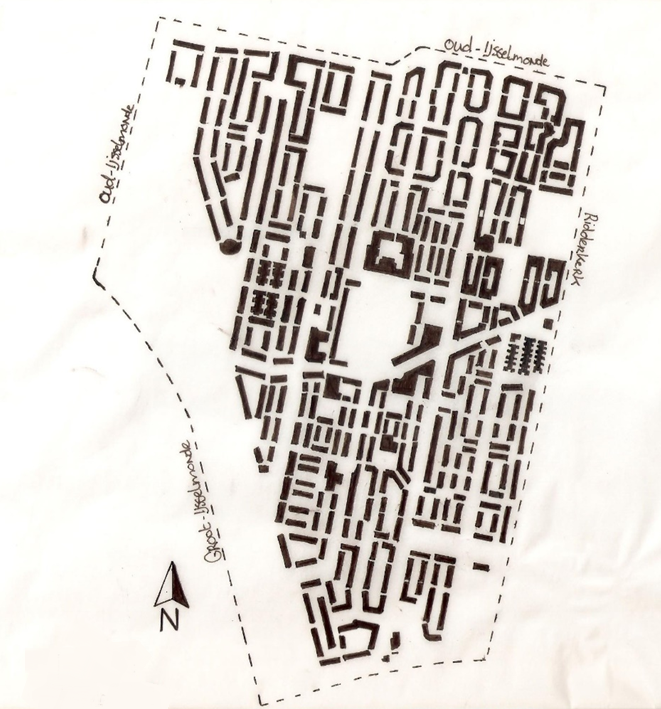
Plan d'urbanisme du quartier de Beverwaard